# Escuela de Arquitectura de Bergen

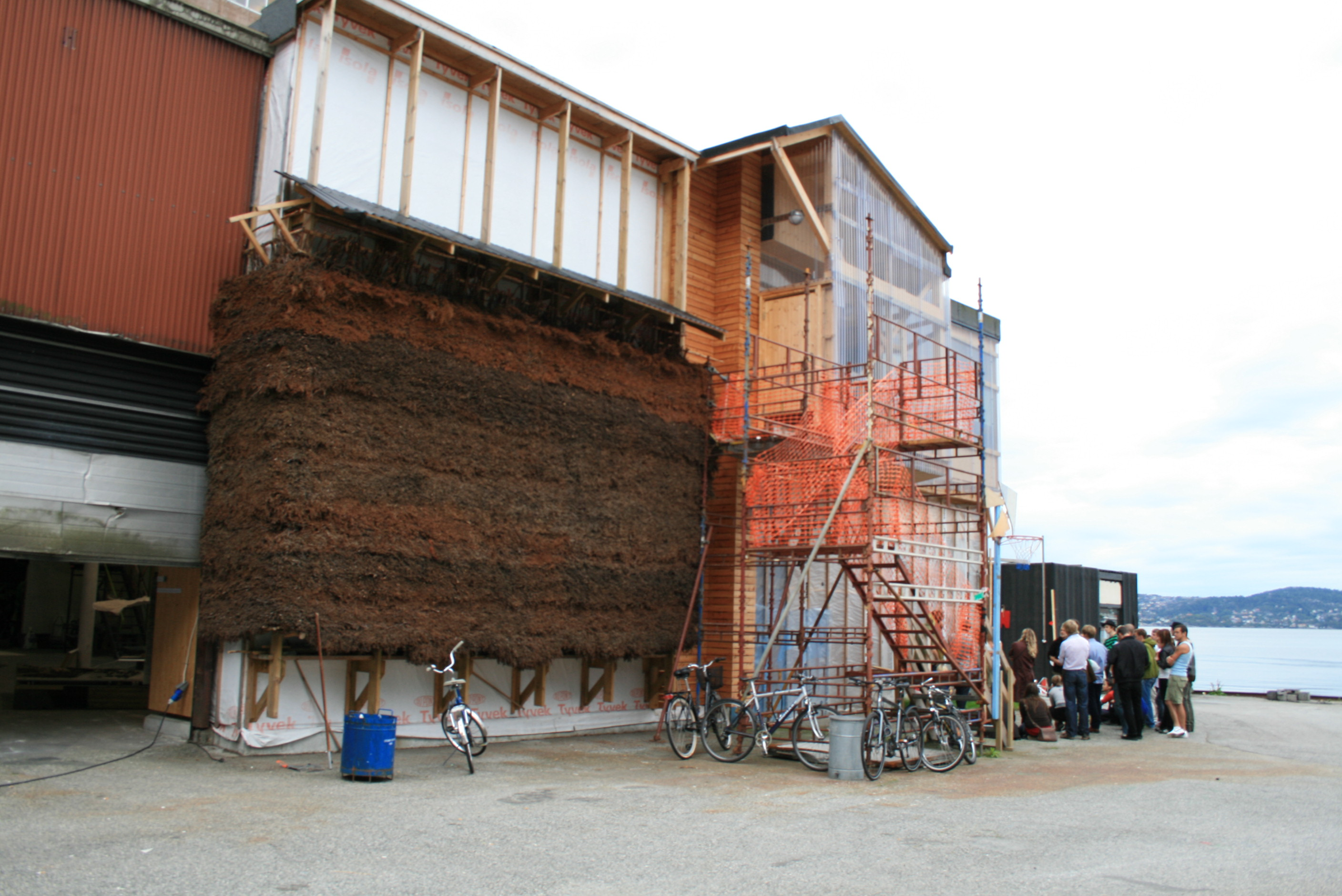
Escuela de Arquitectura de Bergen, frente al mar del norte.

La Escuela de Arquitectura de Bergen o BAS (Bergen Arkitekt Skole en noruego) es una escuela de arquitectura privada e independiente académicamente, localizada en Bergen, Noruega. BAS ofrece programas de maestría en Arquitectura, Paisajismo y un programa para arquitectos en Estructura Visual, que es la aproximación académica de la escuela. Estos programas surgen como alternativa a aquellos ofrecidos por las 2 universidades públicas de Noruega donde se cursa Arquitectura (AHO en Oslo y NTNU en Trondheim). Los programas de BAS están acreditados por la Unión Europea. BAS está protegido por la Ley Nacional Noruega de Educación Privada Alternativa, y recibe una buena parte de su apoyo financiero del gobierno de Noruega.
La escuela tiene aproximadamente 150 estudiantes, divididos en 5 años. El programa dura 5 años, divididos en 2 ciclos (de 3 y 2 años) se obtiene el título de máster. El primer ciclo concluye con un examen donde se evalúan los primeros 3 años de estudios, y al aprobar dicha prueba se pasa al ciclo de 2 años, que concluye con una labor de tesis de 8 meses de duración.

## Historia
BAS fue fundada en 1986 por iniciativa del Arq. Prof. Svein Hatløy. Hatløy fue el rector académico y administrativo hasta agosto de 2007, cuando la Arq. Marianne Skjulhaug pasó a ocupar dicho cargo. Su campus ha cambiado de ubicación, sin embargo, en la actualidad se encuentra en Sandviken, al norte de Bergen.